# الحركة الاشتراكية البيروية
الحركة الاشتراكية البيروفية (بالإسبانية: Movimiento Socialista Peruano)‏، هو حزب سياسي في بيرو تأسس في عام 1989، من خلال انقسام في الحزب المريتيجي الموحد. وكان من بين قادة الحزب كارلوس تابيا وسينسيو لوبيز. خاض الحزب الانتخابات على قوائم اتفاق اليسار الاشتراكي في الانتخابات البلدية عام 1989، وعلى قوائم اليسار الاشتراكي في الانتخابات العامة لعام 1990. تم حل الحزب في وقت لاحق.